# Składańce
Składańce (biał. Складанцы; ros. Складанцы) – wieś na Białorusi, w obwodzie grodzieńskim, w rejonie werenowskim, w sielsowiecie Raduń, nad Dzitwą.
W dwudziestoleciu międzywojennym leżały w Polsce, w województwie nowogródzkim, w powiecie lidzkim, w gminie Raduń. Po II wojnie światowej w granicach Związku Sowieckiego. Od 1991 w niepodległej Białorusi.